# Старозагорско
 Тази статия е за историко-географската област.  За административната област вижте Стара Загора (област).  За общината вижте Стара Загора (община).
Старозагорско е историко-географска област в Южна България, около град Стара Загора.
Територията ѝ съвпада приблизително с някогашната Старозагорска околия – основната част от днешните общини Стара Загора (без селата Пъстрово и Яворово от Чирпанско и Руманя от Новозагорско), Опан (без село Бял извор от Чирпанско), Раднево (без селата Гледачево, Ковачево, Маца, Овчарци и Полски Градец от Новозагорско) и Гълъбово (без селата Главан, Искрица, Медникарово, Мъдрец, Обручище, Помощник и Разделна от Харманлийско). Разположена е в Старозагорското поле. Граничи с Казанлъшко на север, Новозагорско на изток, Харманлийско и Хасковско на юг и Чирпанско на запад.